# والری تاتیتسیان
والری گورگنی تاتیتسیان (ارمنی: Վալերի Գուրգենի Տատինցյան؛  زادهٔ ۱۷ اکتبر ۱۹۴۰) یک دندانپزشک اهل ارمنستان است.

## زندگی‌نامه
در۱۷ اکتبر ۱۹۴۰ در باکو به دنیا آمد و از دانشگاه دولتی پزشکی و دندانپزشکی مسکو فارغ‌التحصیل شد. وی همچنین برنده دانشمند شایسته جمهوری ارمنستان (۲۰۱۱) شده است.

## یادداشت
1. ↑  բժշկական գիտությունների դոկտոր
2. ↑  Մոսկվայի պետական բժշկա-ատամնաբուժական համալսարան